# Lagonosticta nitidula
Lagonosticta nitidula là một loài chim trong họ Estrildidae.